# کنیسه گلبهار
کنیسه گلبهار مربوط به دوره پهلوی است و در اصفهان، میدان قیام، خیابان هارونیه، بعد از امامزاده هارونیه، کوچه گلبهار، جنب سرای آقا واقع شده و این اثر در تاریخ ۲۰ اردیبهشت ۱۳۸۶ با شمارهٔ ثبت ۱۹۰۷۰ به‌عنوان یکی از آثار ملی ایران به ثبت رسیده است.